# Попівська перша волость
Попівська перша волость — історична адміністративно-територіальна одиниця Черкаського повіту Київської губернії з центром у селі Попівка.
Станом на 1886 рік складалася з 4 поселень, 4 сільських громад. Населення — 4074 особи (1847 чоловічої статі та 2227 — жіночої), 734 дворове господарство.
|                     | Площа, десятин | У тому числі орної, десятин |
| ------------------- | -------------- | --------------------------- |
| Сільських громад    | 2784           | 2326                        |
| Приватної власності | 4648           | 4648                        |
| Іншої власності     | 145            | 134                         |
| Загалом             | 9483           | 6122                        |

Поселення волості:
- Попівка — колишнє власницьке село при річці Ташлик, 1021 особа, 205 дворів, православна церква, школа, поштова станція, 2 постоялих будинки, лавка.
- Ковалиха — колишнє власницьке село, 1374 особи, 248 двори, православна церква, 2 постоялих будинки.
- Санжариха — колишнє власницьке село при річці Ташлик, 507 осіб, 106 дворів, православна церква, школа, постоялий будинок.
- Тернівка — колишнє власницьке село при річці Ташлик, 1002 особа, 175 дворів, православна церква, школа, 2 постоялих будинки.

Наприкінці ХІХ ст. волость було ліквідовано, територію у повному складі приєднано до Ташлицької волості.